# Luehdorfia
Genre
Le genre Luehdorfia regroupe des papillons appartenant à la famille Papilionidae et à la sous-famille des Parnassiinae.

## Dénomination
Le nom Luehdorfia leur a été donné par l'entomologiste allemand Carl Friedrich August Alexander Crüger en 1878.

## Caractéristiques communes
Ils sont présents dans l'ouest de l'Asie en Chine, dans le nord de la Corée,dans les iles Kouriles, à Taïwan et au Japon.
Leurs plantes hôtes sont des Asarum.

## Liste des espèces
- Luehdorfia bosniackii Rebel ; (fossile)
- Luehdorfia chinensis Leech ; en Chine.
  - Luehdorfia chinensis leei ; Chou, 1994 ;
- Luehdorfia japonica Leech, 1889 ; présent en Chine et à Taïwan.
- Luehdorfia puziloi (Erschoff, 1872) ; 
  - Luehdorfia puziloi puziloi
  - Luehdorfia puziloi inexpecta Sheljuzhko, 1913 ;
  - Luehdorfia puziloi lingjangensis Lee ; au Japon.
  - Luehdorfia puziloi yessoensis Rothschild, 1918 ; au Japon.
- Luehdorfia taibai Chou, 1994 ; en Chine.

### Source
- funet